# Fly Away Home

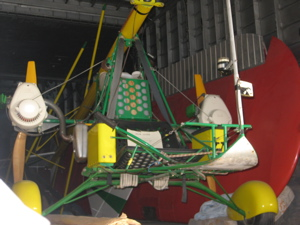
Vliegtuig uit Fly Away Home

Fly Away Home, in Nederlands: Vliegen weg naar huis
is een Amerikaanse familiefilm uit 1996. Het verhaal is fictie, maar geïnspireerd op een aantal ware gebeurtenissen zoals verhaald in het boek Father goose van Bill Lishman, over diens belevenissen bij zijn plan om bedreigde vogelsoorten opnieuw te leren migreren met een ultralight vliegtuig. Zijn eerste succes was met Canadese ganzen, die dan ook in de film gebruikt worden.

## Verhaal
De 13-jarige Amy Alden (Anna Paquin) wordt, na een auto-ongeluk waarbij haar moeder omkomt, door haar vader Thomas (Jeff Daniels) meegenomen naar zijn huis in Canada. Tom Alden (geïnspireerd op de persoon van Bill Lishman) is een excentrieke kunstenaar met een excentriek huis en excentrieke vrienden, en Amy heeft in het begin niet alleen verdriet maar ook aanpassingsproblemen. Het keerpunt is als Amy nog net op tijd een verlaten nest ganzeneieren redt, die ze uitgebroed weet te krijgen: de ganzenkuikens beschouwen Amy als hun moeder en lopen haar continu achterna. Als de ganzen opgroeien raken ze verstrikt in een web van juridische voorschriften, waaruit ze gered worden in een spannende vliegtocht naar de plaats van de overwintering.

## Rolverdeling
| Acteur              | Personage             |
| ------------------- | --------------------- |
| Jeff Daniels        | Thomas "Tom" Alden    |
| Anna Paquin         | Amy Alden             |
| Dana Delany         | Susan Barnes          |
| Terry Kinney        | David Alden           |
| Holter Graham       | Barry Stickland       |
| Jeremy Ratchford    | Glen Seifert          |
| Deborah Verginella  | Amy's Mother          |
| Michael J. Reynolds | General               |
| David Hemblen       | Dr. Killian           |
| Ken James           | Developer             |
| Nora Ballard        | Jackie                |
| Sarena Paton        | Laura                 |
| Carmen Lishman      | Older Girl            |
| Christi Hill        | Older Girl            |
| Judith Orban        | Teacher               |
| Jeff Braunstein     | Chairman              |
| John Friesen        | Smalltown Businessman |
| Chris Benson        | Farmer                |
| Kevin Jubinville    | M.P.                  |
| Philip Akin         | Air Force Reporter    |
| Gladys O'Connor     | Farm Woman            |
| Geoff McBride       | Clerk                 |

## Productie
De filmopnames werden gedomineerd door enerzijds de als kool groeiende ganzen en anderzijds de ook groeiende hoofdrolspeelster. Dit beperkte de mogelijkheden om scènes vrijelijk op te nemen. Een deel van de ganzen werden twee weken voor het uitkomen al blootgesteld aan een bandopname van de stem van Anna Paquin, die op dat ogenblik nog in Nieuw-Zeeland was. Zij kwam aan net toen de eieren uitkwamen, en moest toen ook meteen met de op haar ingeprente ganzenkuikens op de film, alhoewel de eigenlijke opnamen pas weken later zouden begonnen. Ook het uitkomen van de eieren zelf was zwaar voor de cameraploeg die drie dagen continu in touw bleef om het grote moment toch maar niet te missen. Overigens werd een ander deel van de ganzen ingeprent op het geluid van het vliegtuig dat ze later moesten gaan volgen.
Bill Lishman was nauw bij de opname betrokken, en diende ook als rolmodel voor Jeff Daniels (die hem immers moest verbeelden). De vereenzelviging van Daniels met Lishman ging zover dat deze zo veel mogelijk op hem probeerde te lijken, wat heel functioneel was. Alle close-ups met Jeff Daniels en Anna Pacquin als piloot zijn op de grond (al dan niet in de studio) gefilmd; zij hebben nergens zelf echt gevlogen. Veel beelden in de film laten Lishman als piloot zien, zodat in feite Bill Lishman optreedt als stuntman voor Jeff Daniels die op zijn beurt Lishman verbeeldt: Lishman speelt dan zichzelf.

## Trivia
- De film is geheel opgenomen in Canada, behalve de scènes op een Amerikaans militair vliegveld: deze werden gefilmd met plaatselijke ganzen omdat de filmploeg geen ganzen mocht meebrengen over de grens. Wel werden bestaande beelden gebruikt die Lishman eerder gemaakt had van de echte tochten, vanuit Canada naar de V.S., die hij met ganzen gemaakt had.
- Na completering van de opname begeleidde Lishman de ganzen ook daadwerkelijk naar North Carolina, met de vliegtuigjes die ook daadwerkelijk in de film gebruikt werden.
- De première is een half jaar uitgesteld vanwege een dodelijk ongeluk van een meisje met haar vader tijdens een vliegtocht.
- De film werd genomineerd voor een Oscar (in de categorie "Best Cinematography").